# Exoclimenella sudanensis
Exoclimenella sudanensis is een garnalensoort uit de familie van de Palaemonidae. De wetenschappelijke naam van de soort is voor het eerst geldig gepubliceerd in 1995 door Duriš & Bruce.